# Bahnhof Frankfurt-Süd

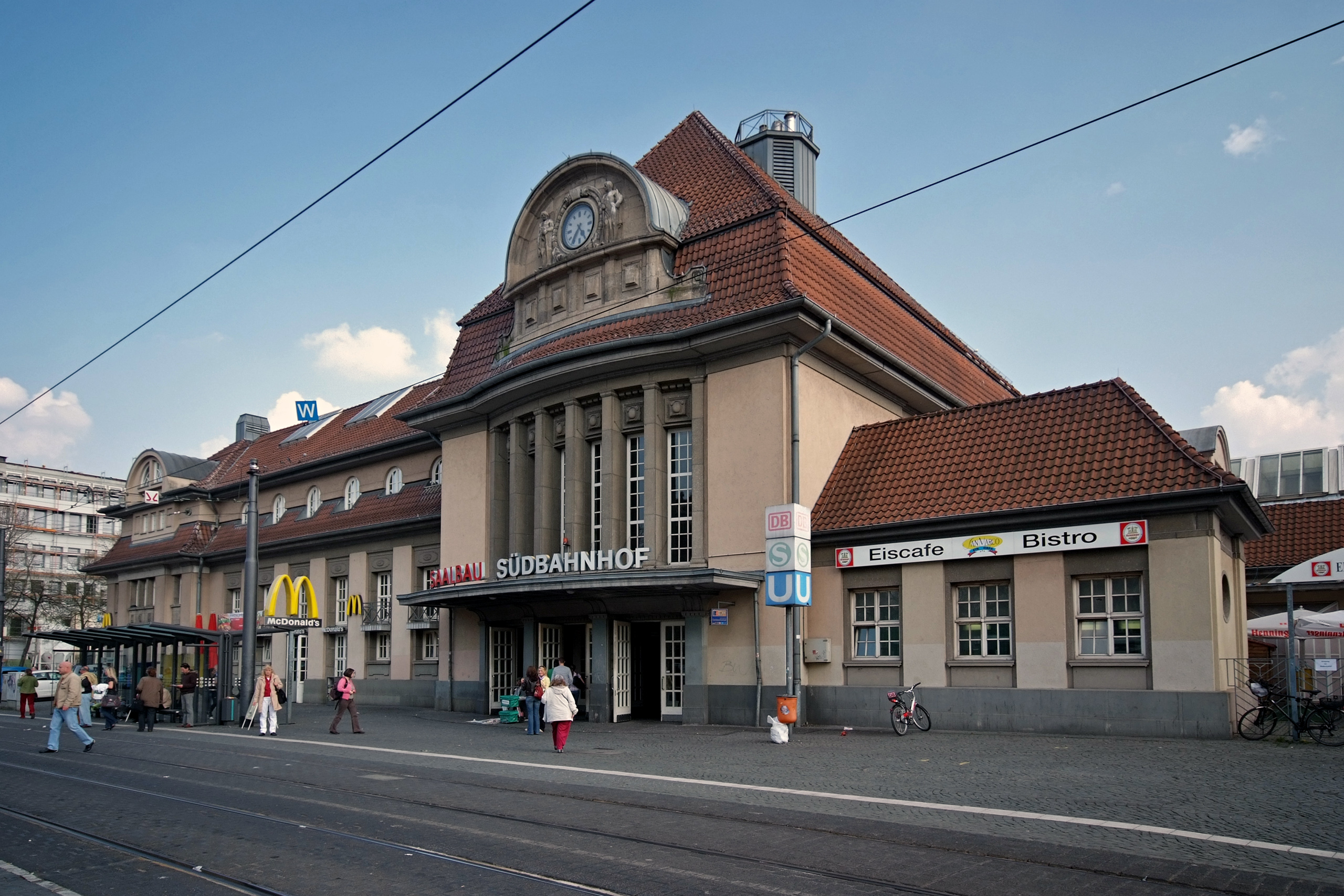
Bahnhof Frankfurt-Süd

Bahnhof Frankfurt-Süd eller Frankfurt (Main) Südbahnhof (svenska: "sydstationen") i Sachsenhausen är en av tre järnvägsstationer för fjärrtrafik i Frankfurt am Main (de andra är Frankfurt Hauptbahnhof och Frankfurt (Main) Flughafen Fernbahnhof). Här trafikerar även Frankfurts pendeltåg och Frankfurts tunnelbana.
Pasings station öppnades 1873 sedan järnvägen dragits från Frankfurt till Bebra.

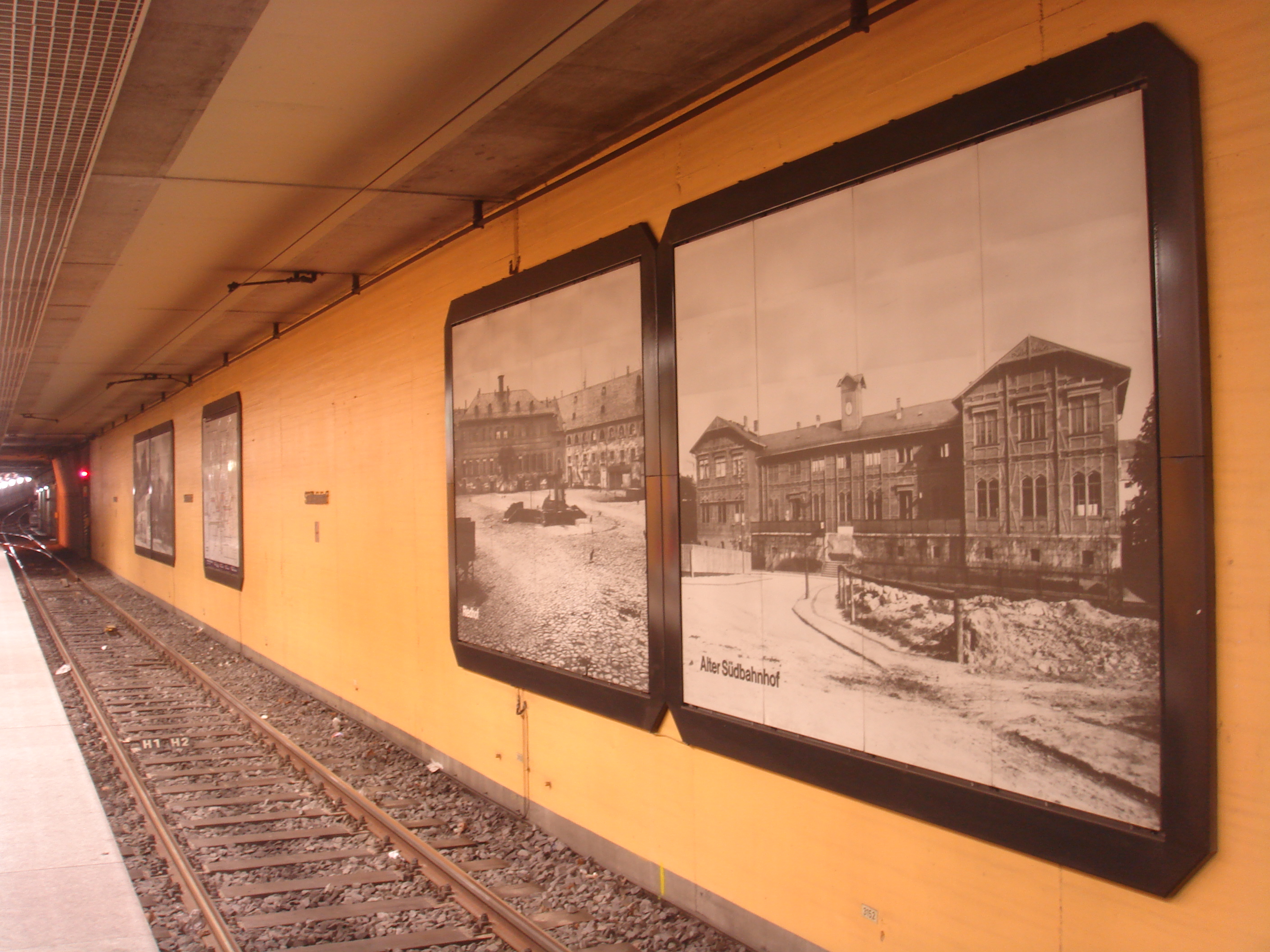
Frankfurt-Süd tunnelbanestation